# Vinkó József (csillagász)
Vinkó József (Szeged, 1965. október 21. –) magyar csillagász, fizikus, szakíró. A fizikai tudományok kandidátusa (1994). A Magyar Tudományos Akadémia Csillagászati és Űrfizikai Bizottságának tagja.

## Életpályája
1984-ben érettségizett a Makói József Attila Gimnáziumban. 1984–1989 között a József Attila Tudományegyetem Természettudományi Karának hallgatója volt. 1989–1992 között a Magyar Tudományos Akadémia Csillagászati Kutatóintézetében TMB-ösztöndíjas volt. 1992–1994 között a Magyar Tudományos Akadémia Lézerfizikai Tanszéki Kutatócsoport tudományos segédmunkatársa, 1994–1999 között tudományos főmunkatársa volt. 1999–2001 között a József Attila Tudományegyetem Optikai és Kvantumelektronikai Tanszék egyetemi adjunktusa volt, 2001-től egyetemi docense. 2001–2004 között Bolyai János Ösztöndíjas volt.
Kutatási területe az asztrofizika és a fizikai rendszerek numerikus modellezése. 

## Családja
Szülei: Vinkó József és Nikolényi Irén. 1989-ben házasságot kötött Gombos Judittal. Egy fiuk született: Dávid (1994).

## Díjai
- Pro Scientia Aranyérem (1989)[2][3]
- Akadémiai Ifjúsági Díj (1998)
- Detre László-díj (2012)